# Werner Jernström
Karl Werner Jernström (født 5. januar 1883 i Stockholm, død 29. april 1930 smst) var en svensk skytte, som deltog i to olympiske lege i begyndelsen af 1900-tallet. 
Jernström var med til OL 1912 i Stockholm, hvor han deltog i fire discipliner. Hans bedste resultat kom i holdkonkurrencen i militærriffel, hvor han sammen med Mauritz Eriksson, Carl Björkman, Tönnes Björkman, Bernhard Larsson og Hugo Johansson vandt bronzemedalje. Med 262 point var han svenskernes næstbedste skytte i konkurrencen. Han deltog også i individuel militærriffel på 600 m, hvor han nåede en sjetteplads med 88 point som bedste svensker i disciplinen. Mindre godt gik det i militærriffel på 300 m, hvor han med 75 point blot blev nummer 53, mens han i fri riffel på 300 m blev nummer 20.
Jernström deltog også ved OL 1920 i Antwerpen. Her deltog han i militærriffel, liggende, 300 m, hvor han opnåede 57 point, hvilket ikke var blandt de ti bedste. Han deltog i holdkonkurrencen i samme disciplin sammen med Mauritz Eriksson, Hugo Johansson, Ture Holmberg og Erik Blomqvist; svenskerne blev her delt nummer tre med i alt 281 point. Tre nationer opnåede dette pointtal, men Finland endte efter nærstudering af målene med at få bronzemedaljen foran Schweiz og Sverige, der dermed officielt blev nummer fem.